# Akayesu-Urteil

Das Emblem des Internationalen Strafgerichtshofs für Ruanda

Das Akayesu-Urteil, Fallbezeichnung Prosecutor v. Akayesu, ist eine Grundsatzentscheidung des Internationalen Strafgerichtshofs für Ruanda vom 2. September 1998, durch die der vor dem Gericht angeklagte Jean Paul Akayesu des Völkermordes und des öffentlichen Aufrufs zum Völkermord sowie verschiedener Verbrechen gegen die Menschlichkeit während des Völkermordes in Ruanda schuldig gesprochen wurde. Es war das erste Urteil des seit November 1994 bestehenden Gerichtshofs, der in seiner Urteilsbegründung die gegen die Bevölkerungsgruppe der Tutsi gerichteten Gewalthandlungen in Ruanda im Jahr 1994 als Völkermord bewertete und damit die Grundlage für eine Reihe weiterer Urteile legte.
Der Schuldspruch gegen Jean Paul Akayesu gilt als richtungsweisend in der Geschichte des Völkerstrafrechts, da mit dieser Entscheidung zum ersten Mal eine Verurteilung auf der Basis der 1948 beschlossenen Konvention über die Verhütung und Bestrafung des Völkermordes erfolgte. Darüber hinaus wurden mit dem Urteil erstmals Vergewaltigung und sexuelle Gewalt nicht nur als Verbrechen gegen die Menschlichkeit, sondern unter bestimmten Bedingungen auch als Völkermordhandlungen definiert.

## Fall und Entscheidung
Der 1953 in der ruandischen Gemeinde Taba geborene Jean Paul Akayesu war ab April 1993 als bourgmestre dieser Gemeinde tätig, eine mit dem Amt eines Bürgermeisters vergleichbare Position. Darüber hinaus gehörte er ab 1991 der Partei Mouvement Démocratique Républicain (MDR, Demokratisch-Republikanische Bewegung) an und leitete deren lokale Sektion. Während des Völkermordes in Ruanda kam es in der von Akayesu geleiteten Gemeinde wie im Rest des Landes ab April 1994 zu zahlreichen Morden und Gewaltakten an Angehörigen der Bevölkerungsgruppe der Tutsi, bei denen in der Gemeinde Taba etwa 2.000 Menschen getötet wurden. Hinsichtlich dieser Verbrechen wurde Jean Paul Akayesu in der Anklageschrift des Internationalen Strafgerichtshofs für Ruanda sowohl eine direkte als auch eine indirekte Beteiligung vorgeworfen, so unter anderem die Anordnung und Ausführung von Morden sowie die Förderung von Morden und Gewalthandlungen durch seine Anwesenheit, seine Einstellung und seine Äußerungen.
Jean-Paul Akayesu flüchtete nach dem Ende des Völkermordes aus Ruanda. Er wurde am 10. Oktober 1995 in Lusaka, der Hauptstadt Sambias, festgenommen und am 15. Mai 1996 in die Haftanstalt der Vereinten Nationen in Arusha überstellt. Die Hauptverhandlung gegen ihn begann am 9. Januar 1997, die ursprünglich zwölf Punkte umfassende Anklageschrift wurde aufgrund von Zeugenaussagen während des Prozesses am 17. Juni 1997 um drei Vorwürfe erweitert, die sich alle auf sexuelle Gewalthandlungen bezogen. Am 2. Oktober 1998 sprach ihn das Gericht in neun der 15 Anklagepunkte schuldig, unter anderem des Völkermordes und des öffentlichen Aufrufs zum Völkermord sowie verschiedener Verbrechen gegen die Menschlichkeit einschließlich Mord, Vergewaltigung, Folter und anderer unmenschlicher Handlungen. Die Verurteilung erfolgte sowohl als direkt Beteiligter als auch in seiner Rolle als verantwortlicher Vorgesetzter.
Als Strafmaß wurde einen Monat nach dem Schuldspruch lebenslange Haft für jeden der neun Anklagepunkte festgelegt, in denen er verurteilt worden war. Seit der Ablehnung seiner Berufung am 1. Juni 2001 ist das Urteil rechtskräftig, Akayesu verbüßt seit dem 9. Dezember 2001 seine Strafe im Zentralgefängnis von Bamako, der Hauptstadt des westafrikanischen Landes Mali.

## Rechtshistorische Bedeutung
Eine über die individuelle Bestrafung von Jean Paul Akayesu hinausgehende richtungsweisende Bedeutung für die Entwicklung des humanitären Völkerrechts erlangte das Akayesu-Urteil, da mit dieser Entscheidung zum ersten Mal eine Interpretation und Anwendung der 1948 beschlossenen Konvention über die Verhütung und Bestrafung des Völkermordes sowie eine Verurteilung wegen Völkermordes durch ein internationales Gericht erfolgte. Der Internationale Strafgerichtshof für Ruanda bewertete diesbezüglich in einem längeren Abschnitt seiner ausführlichen Urteilsbegründung auch erstmals die Beweislage hinsichtlich der Frage, ob die in Ruanda von April bis Juli 1994 gegen die Bevölkerungsgruppe der Tutsi gerichteten Gewalthandlungen den Tatbestand des Völkermordes erfüllten. Es stellte fest, dass dies tatsächlich der Fall war, dass dieser Völkermord akribisch geplant worden sei und dass er nicht Teil des zur damaligen Zeit bestehenden militärischen Konflikts zwischen der Ruandischen Armee und der Ruandischen Patriotischen Front (RPF) gewesen war, sondern neben diesem Konflikt stattfand. Das Gericht legte mit dieser Tatsachenfeststellung und -bewertung die Grundlage für eine Reihe von weiteren Urteilen.
Darüber hinaus wurden erstmals in der Rechtsgeschichte Vergewaltigung und sexuelle Gewalt als Völkermordhandlungen (acts of genocide) definiert, wenn sie mit der Absicht erfolgen, eine bestimmte Bevölkerungsgruppe ganz oder teilweise zu zerstören. Das Gericht beurteilte die in der Gemeinde Taba begangenen Vergewaltigungen darüber hinaus auch als Verbrechen gegen die Menschlichkeit, während es Akayesu im Zusammenhang mit den Vergewaltigungen vom Vorwurf der Kriegsverbrechen freisprach, da es seine Mitgliedschaft in einer militärischen Einheit als nicht ausreichend bewiesen bewertete. Die Verbindung zwischen sexueller Gewalt und Völkermord sah das Gericht zum einen durch Vergewaltigungen als Vorbereitung von Tötungshandlungen und zum anderen in der Herbeiführung schwerer körperlicher und seelischer Schäden. Es stellte fest, dass sexuelle Gewalt eine „Zerstörung der Seele, des Lebenswillens und des Lebens selbst“ (destruction of the spirit, of the will to live and of life itself) darstellen würde. Da diese Handlungen während des Völkermords in Ruanda systematisch gegen alle Tutsi-Frauen und nur gegen diese gerichtet gewesen seien, bewertete das Gericht sie entsprechend der Völkermorddefinition der Konvention von 1948 als Zufügen von schweren körperlichen oder seelischen Schäden bei Angehörigen der Bevölkerungsgruppe der Tutsi und somit als Völkermordhandlungen. Das Urteil trug damit auch dazu bei, die Einordnung des Tatbestands der Vergewaltigung in den Kontext des Völkerstrafrechts zu präzisieren. An dem Urteilsspruch wirkte die südafrikanische Richterin Navanethem Pillay wesentlich mit.
Der Antrag auf einen Haftbefehl gegen den Präsidenten des Sudan Umar al-Baschir, den der Chefankläger des Internationalen Strafgerichtshofs Luis Moreno Ocampo am 14. Juli 2008 stellte, beruht teilweise auf dem mit Hilfe des Akayesu-Urteils begründeten Vorwurf von Vergewaltigungen als Völkermordhandlungen. Mit diesem Antrag werden Umar Hasan Ahmad al-Baschir unter anderem Völkermord, Verbrechen gegen die Menschlichkeit und Kriegsverbrechen im Rahmen des Darfur-Konflikts vorgeworfen.